# KLJ-7

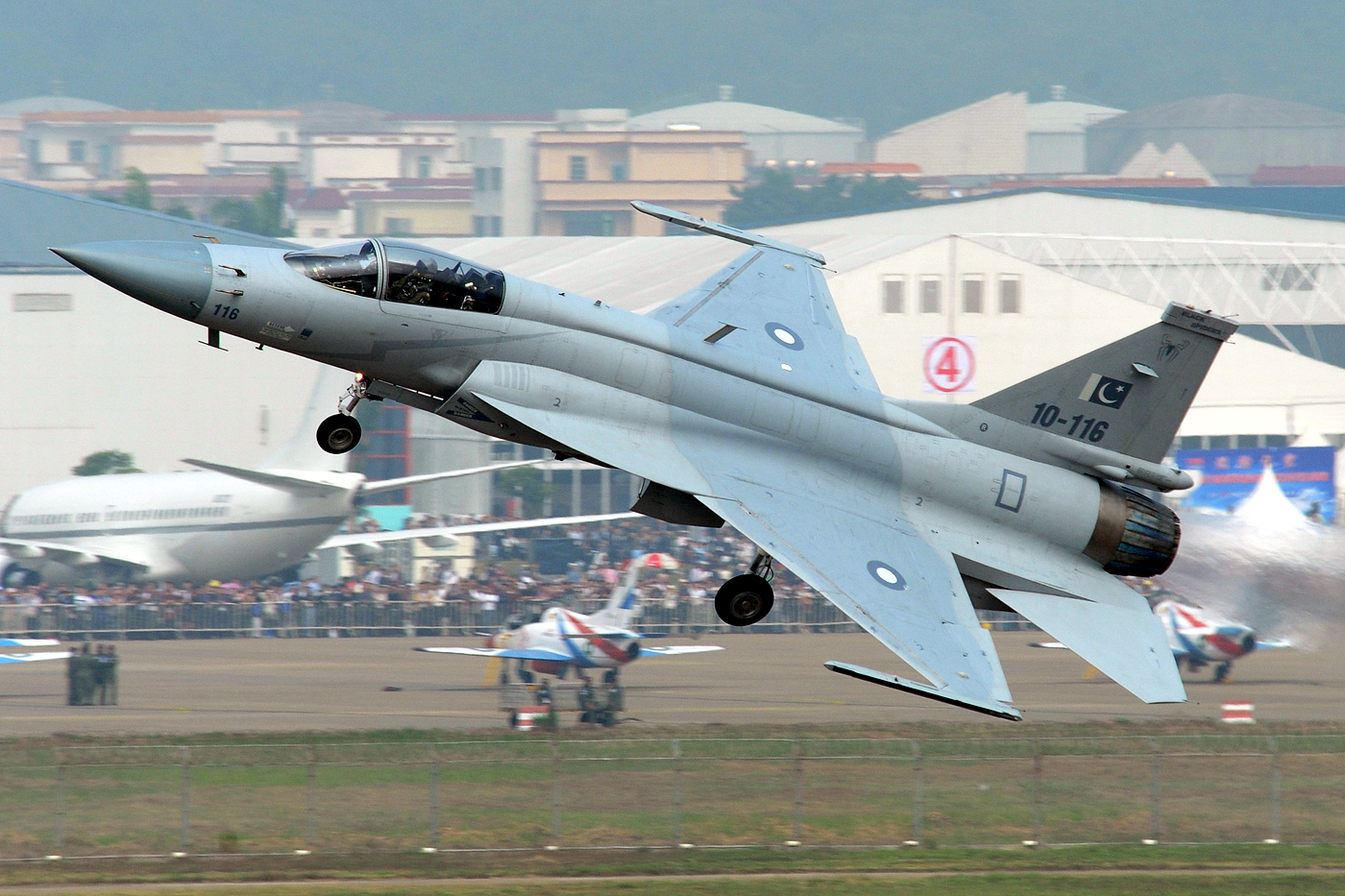
파키스탄 공군이 운용하는 주력기 JF-17. KLJ-7 레이다는 이 전투기에 탑재된다.

KLJ-7은 중화인민공화국이 개발한 기계식 레이다다. FC-1 전투기에 탑재되어 적기를 탐지/추적하는 레이다로, 파키스탄 공군이 운용하고 있다. 2000년대 중반에 양산됐다.

## 레이다 성능

### 스펙(제원)
- 종류 : 펄스 도플러 레이다
- 레이다 탐지거리 : 130km
- 밴드 : X 밴드
- 제조국 :  중국
- 무게 : 120kg 이하.

### 레이다 탐지거리
- v1기준 RCS 3m2 목표물 : 75km
- v1기준 RCS 5m2 목표물 : 130km
- v1기준 룩다운 시 RCS 5m2 목표물 : 100km
- v2기준 RCS 3m2 목표물 : 110km
- KLJ-7A기준 RCS 5m2 목표물 : 150km

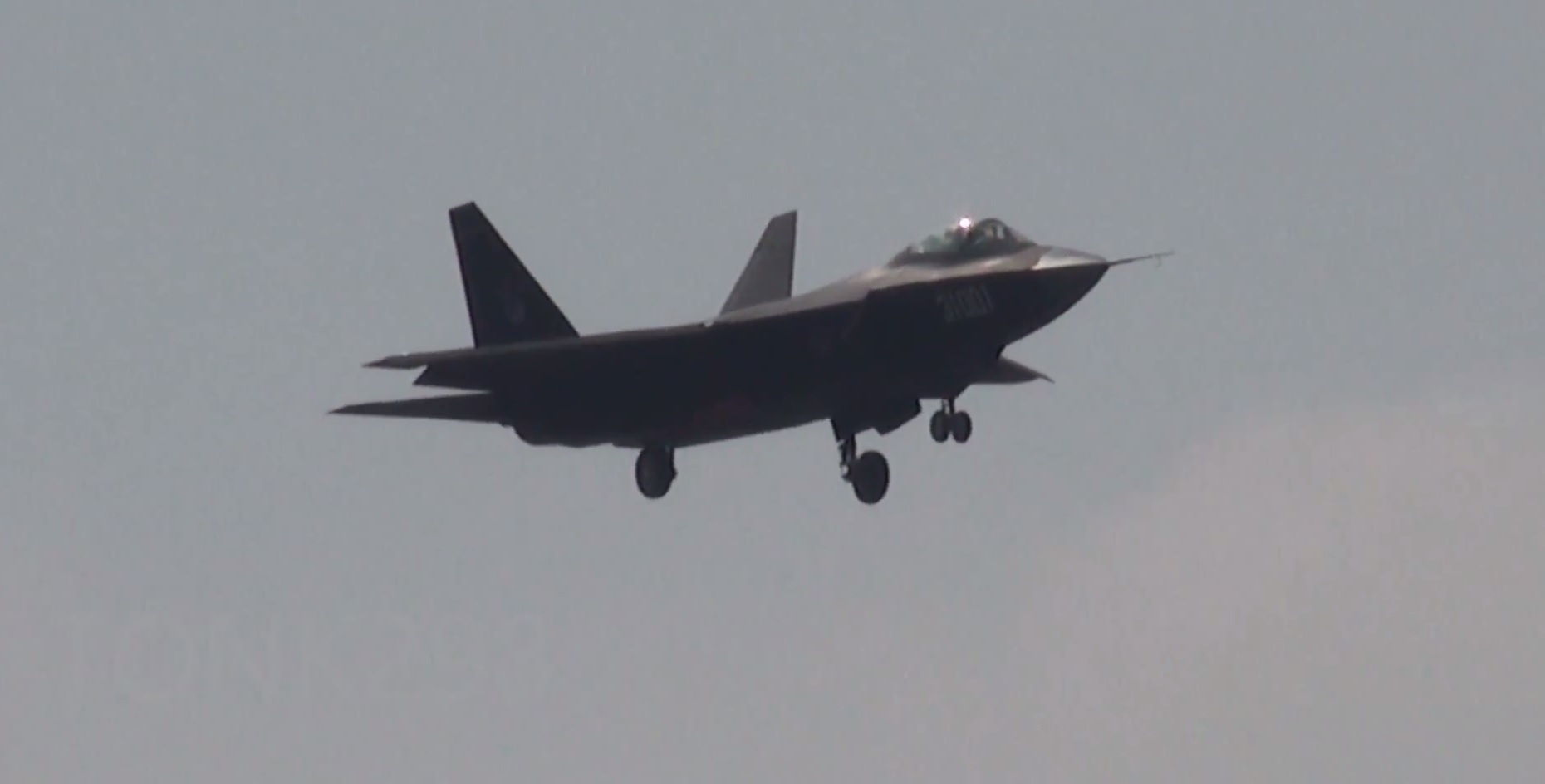
FC-31 스텔스 전투기

### KLJ-7A
2016 Zhuhai Airshow에서 KLJ-7A라는 새 모델이 대중에게 공개되었다. JF-17 Block-3에서 사용할 수 있으며, J-31 전투기에도 탑재된다. AESA 레이더 KLJ-7A는 탐지거리가 200km를 넘기는 반면, KLJ-7는 135km 거리까지 표면 표적을 추적하고 모니터링할 수 있다. JF-17 Block-3는 미국 업체에서 58%의 부품을 생산하며, 나머지 42%는 중국 청두에서 생산한다.

#### 기능[1]
- 검색 중 범위 (RWS)
- 속도 검색 (VS)
- 단일 표적 추적 (STT)
- 스캔 중 추적 (TWS)
- 이중 목표 트랙 (DTT)
- 상황 인식 모드 (SAM)
- ACM (Air Combat Mode) (5 개의 하위 모드 포함)
- True Beam 맵 (RBM) 도플러 빔 선명 화
- (DBS) 지상 이동 표적 표시 / 지상 이동 표적 트랙 (GMTI / GMTT)
- 공대지 범위 (AGR)
- 합성 조리개 레이더 (SAR)
- SSTT (Single Target Maritime Tracking)
- 비콘 (BCN)

#### 탐지능력[2]
- 지상 맵핑능력 : 300km 탐지거리
- SAR 합성개구 레이더 해상도 : 1m²
- 해상 검색 모드 I : 200km
- 해상 검색 모드 II : 220km

#### 기타 제원
- 평균 고장 간격 : 220 시간
- 공대공 감지 범위 : 170km (전투기)
- 주파수 : 3 Ghz
- 밴드 : X 밴드
- BVR (Beyond Visual Range) 타겟 지원 : 동시에 2 개의 BVR 타겟

#### 포지션
포지션은 소형에 속하는 미국의 AN/APG-81, 일본의 J/APG-1, J/APG-2하고 포지션이 가깝다. 해상 검색 모드라고 밝혀진 공대함 탐지거리 200km가 구축함 기준일 경우, 구축함(5,000 sqm)크기 기준, 공대함 탐지거리가 190km인 J/APG-1하고 카탈로그 스펙상 유사한 성능이며, 2000년대의 일본 AESA 레이더 기술을 따라잡았다고 볼 수 있다. 구축함이 아닌 항공모함이 200km일 경우, 구축함(5,000 sqm)크기 기준, 100km의 공대함 탐지거리를 가진 Irbis-E 레이더와 유사하다.

## 운용국
- 파키스탄 - JF-17 전투기

## 같이 보기
- AN/APG-68
- KF-16
- FC-1
- 청두 J-10